# 格里尼翁库尔
格里尼翁库尔（法語：Grignoncourt，法語發音：[ɡʁiɲɔ̃kuʁ] ⓘ）是法国大東部大區孚日省的一个市镇，属于讷沙托区。

## 地理
格里尼翁库尔（47°57'32"N, 5°54'27"E）面积5.41 平方千米，位于法国大東部大區孚日省，该省份为法国东北部内陆省份，北起默兹省和默尔特-摩泽尔省，西接上马恩省，南至上索恩省和贝尔福地区省，东临上莱茵省和下莱茵省。
与格里尼翁库尔接壤的市镇（或旧市镇、城区）包括：利龙库尔、布斯罗库尔、容韦勒、索恩河畔沙蒂永、菲涅韦勒。

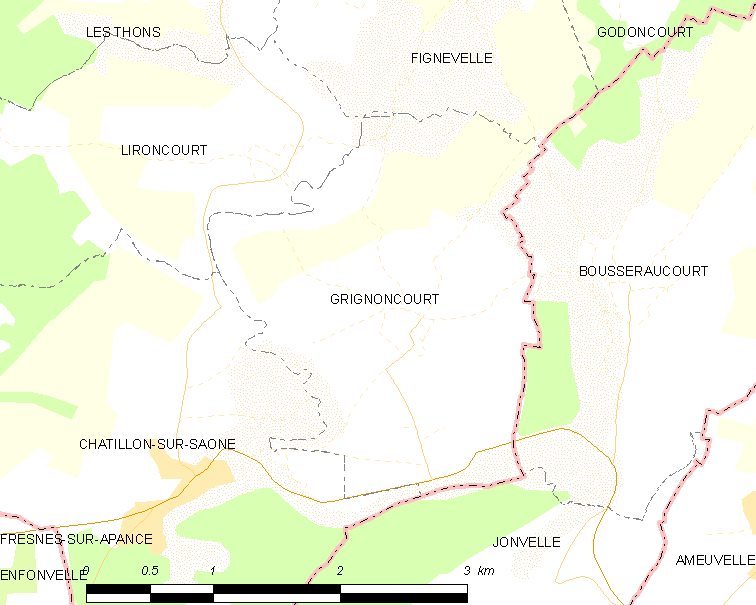
格里尼翁库尔的OSM定位图

格里尼翁库尔的时区为UTC+01:00、UTC+02:00（夏令时）。

## 行政
格里尼翁库尔的邮政编码为88410，INSEE市镇编码为88220。

## 政治
格里尼翁库尔所属的省级选区为达尔内县。

## 人口

1962-2008年间格里尼翁库尔人口变化图示

格里尼翁库尔于2022年1月1日时的人口数量为47人。